# Hebriana
Hebriana är en svensk TV-film från 1990 i regi av Bo Widerberg. Filmen bygger på en pjäs av Lars Norén och i rollerna ses bland andra Gaby Stenberg, Lena Olin och Irene Lindh.

## Rollista
- Gaby Stenberg – Ingrid
- Lena Olin	– Lena
- Irene Lindh – Anna
- Kristina Törnqvist – Britt-Marie/Hebriana
- Reine Brynolfsson	– Erik
- Lennart Hjulström	– Jonas
- Sten Johan Hedman	– Axel

## Om filmen
Filmen producerades av Jan-Ove Jonsson för Sveriges Television AB Kanal 1. Den fotades av Raymond Wemmenlöv, Bo Johansson och Bengt Nyman och premiärvisades i Sveriges Television den 13 april 1990.